# 扎利萬希納
49°34′0″N 28°39′7″E / 49.56667°N 28.65194°E
扎利萬希納（烏克蘭語：Заливанщина），是烏克蘭的村落，位於該國西南部文尼察州，由赫米利尼克區負責管轄，始建於1772年，面積4.22平方公里，海拔高度281米，2001年人口532。